# Expédition 54 (ISS)
Insigne de la mission
Équipage de l'expédition 54
Chronologie
Expédition 53 Expédition 55
L'expédition 54 est le 54e roulement de l'équipage permanent de la Station spatiale internationale. Il a débuté en décembre 2017 et s'est conclu en février 2018, sous le commandement du cosmonaute Alexandre Missourkine.

## Équipage
| Rôle               | Première partie (décembre 2017)                | Seconde Partie (17 décembre à février 2018)    |
| ------------------ | ---------------------------------------------- | ---------------------------------------------- |
| Commandant         | Alexandre Missourkine Roscosmos 2e vol spatial | Alexandre Missourkine Roscosmos 2e vol spatial |
| Ingénieur de vol 1 | Mark T. Vande Hei, NASA 1re vol spatial        | Mark T. Vande Hei, NASA 1re vol spatial        |
| Ingénieur de vol 2 | Joseph Acaba NASA 3e vol spatial               | Joseph Acaba NASA 3e vol spatial               |
| Ingénieur de vol 3 |                                                | Anton Shkaplerov, Roscosmos 3e vol spatial     |
| Ingénieur de vol 4 |                                                | Scott D. Tingle, NASA 1er vol spatial          |
| Ingénieur de vol 5 |                                                | Norishige Kanai, JAXA 1re vol spatial          |

## Galerie

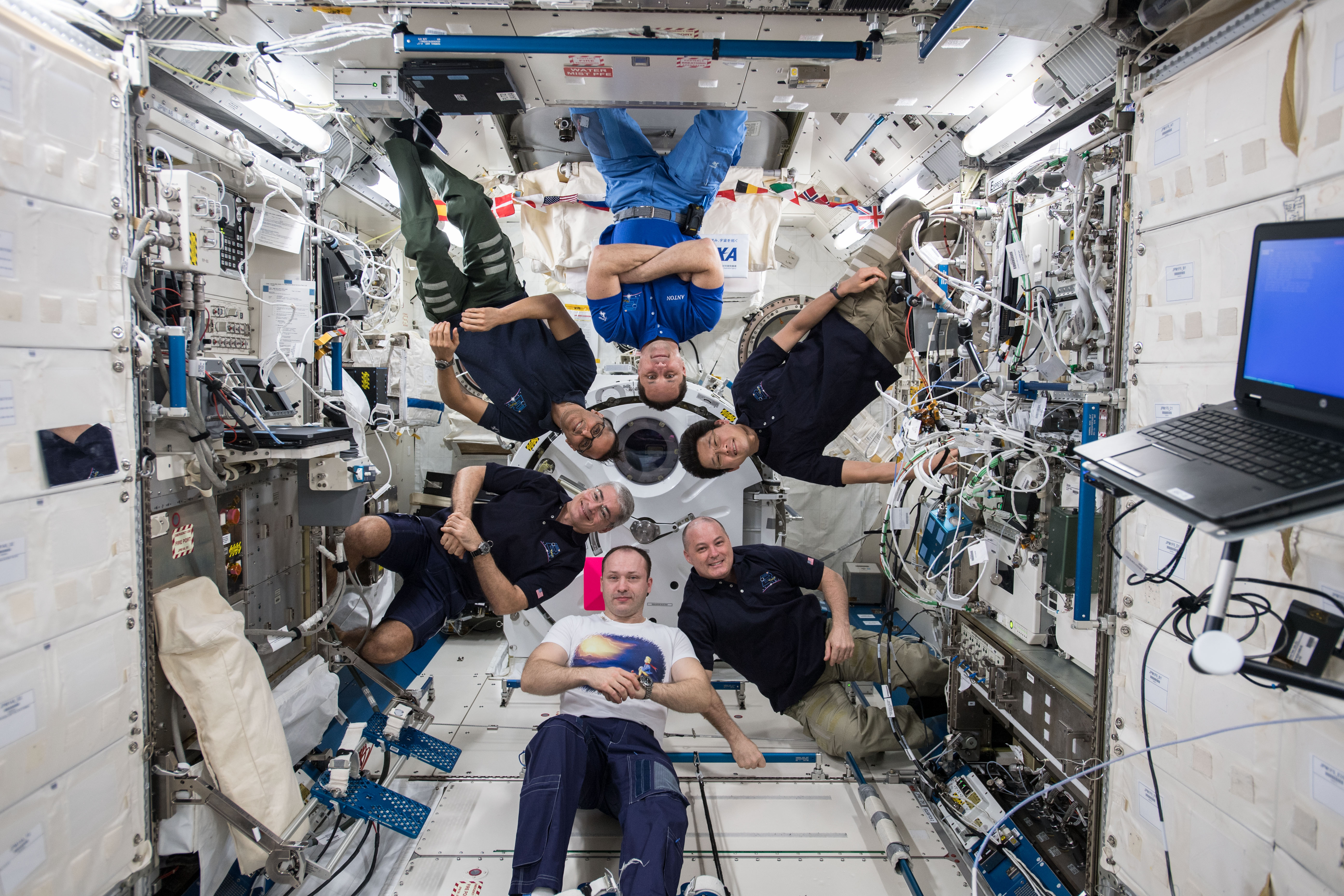
Portrait de l'équipage à bord du laboratoire Kibo
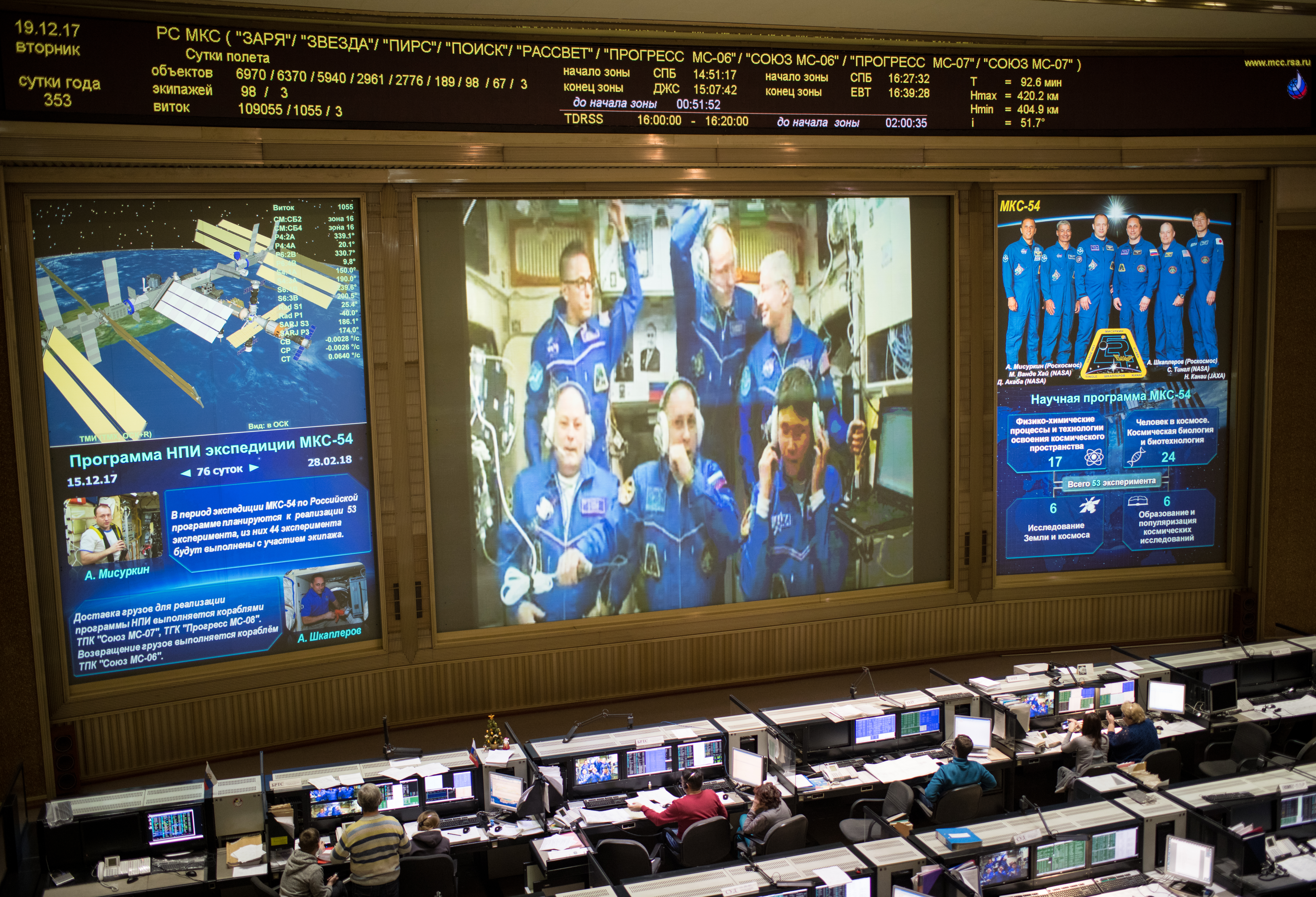
Le TsUP après l'arrimage du Soyouz MS-07
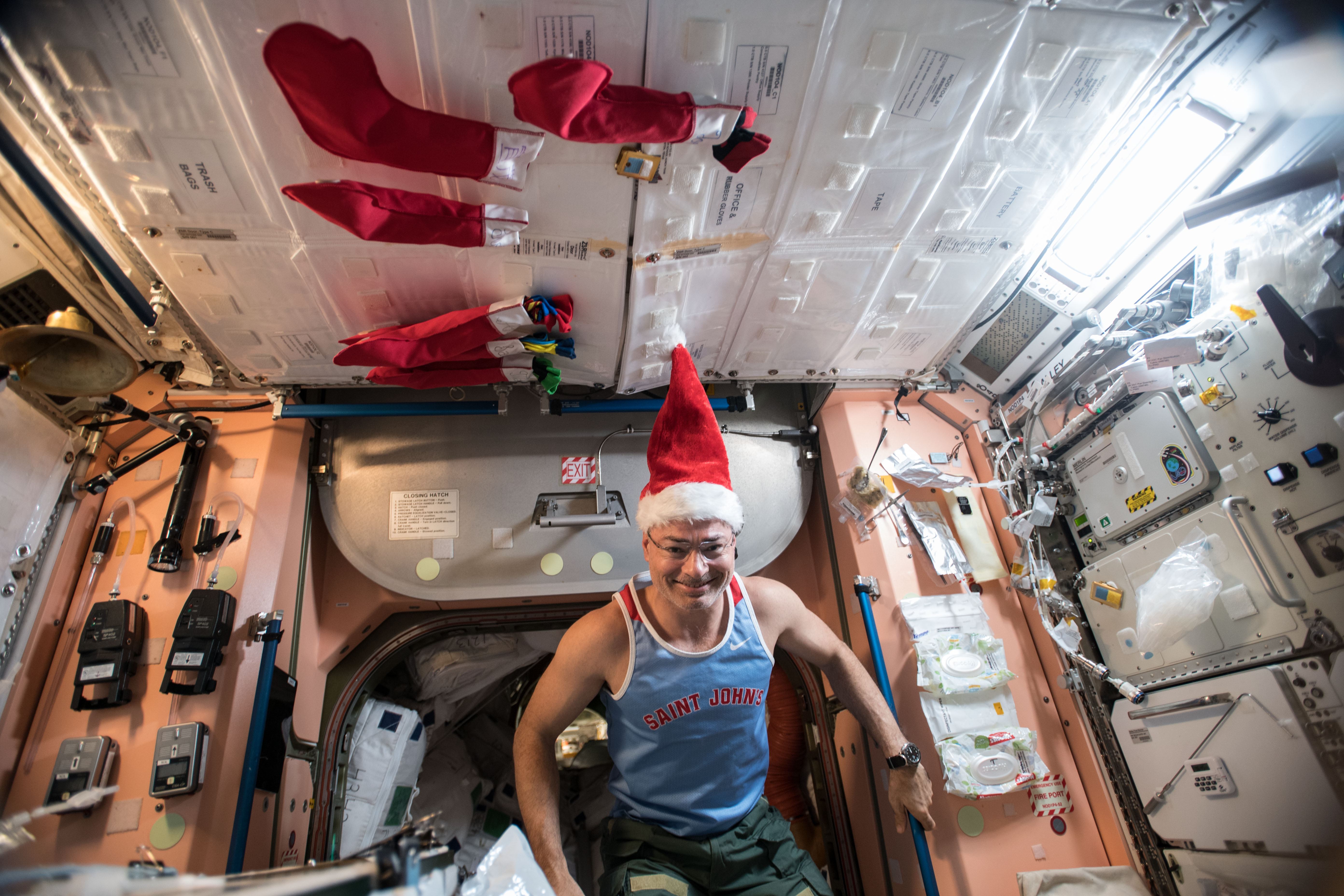
Mark T. Vande Hei lors du réveillon de Noël
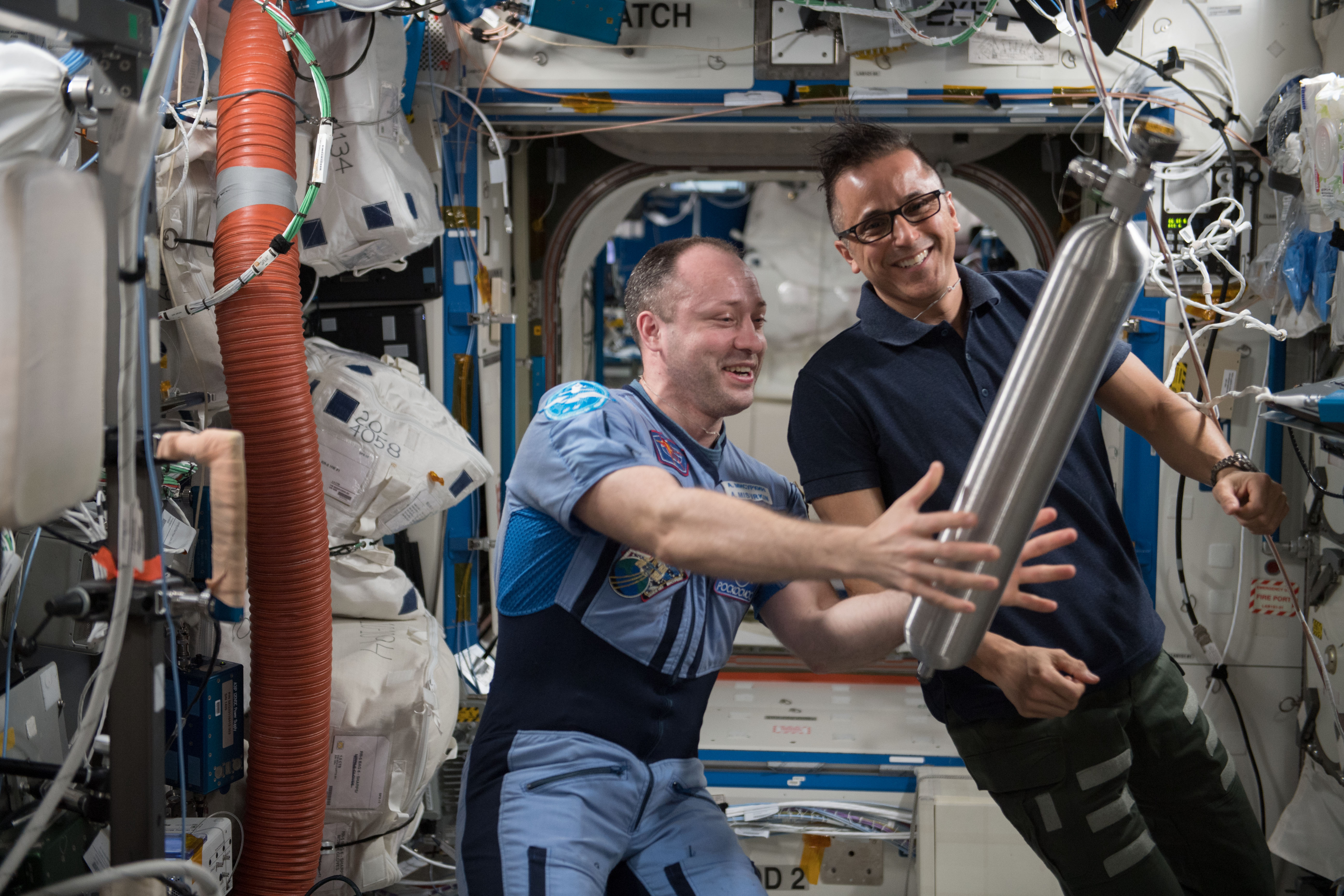
Misurkin et Acaba dans le laboratoire Destiny
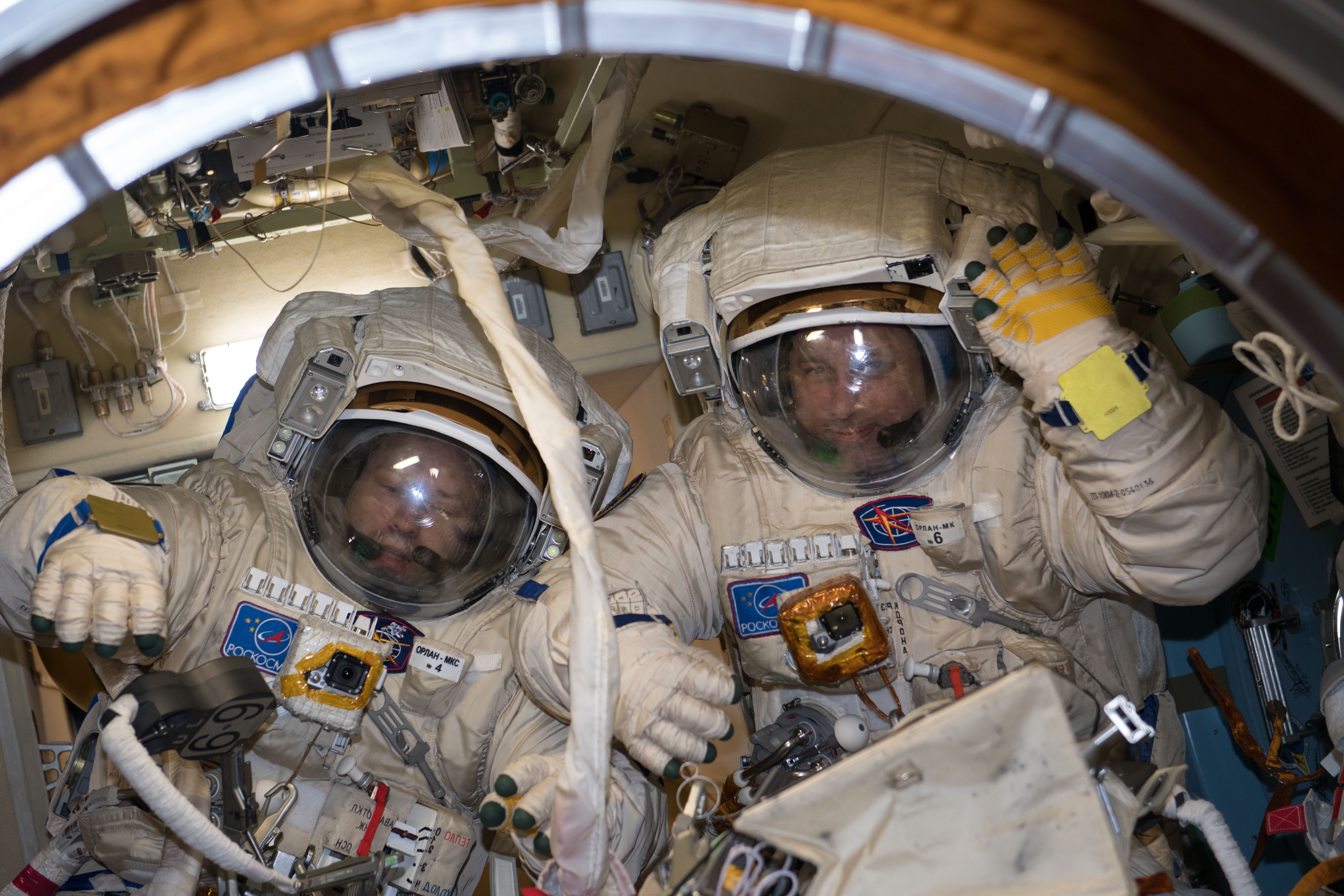
Misurkin et Shkaplerov préparant leur sortie extravéhiculaire